# Stulln
Stulln – miejscowość i gmina w Niemczech, w kraju związkowym Bawaria, w rejencji Górny Palatynat, w regionie Oberpfalz-Nord, w powiecie Schwandorf, wchodzi w skład wspólnoty administracyjnej Schwarzenfeld. Leży w Lesie Czeskim, około 10 km na północ od Schwandorfu.

## Demografia
| Rok  | Liczba mieszk. |
| ---- | -------------- |
| 1970 | 1 250          |
| 1987 | 1 272          |
| 2000 | 1 559          |

## Oświata
(na 1999)

W gminie znajduje się 75 miejsc przedszkolnych (100 dzieci) oraz szkoła podstawowa (klasy 1-4).